# Paradiastylis whitleyi
Paradiastylis whitleyi är en kräftdjursart som beskrevs av Hale 1951. Paradiastylis whitleyi ingår i släktet Paradiastylis och familjen Diastylidae. Inga underarter finns listade i Catalogue of Life.